# Estisch voetbalelftal in 2006
Het Estisch voetbalelftal speelde in totaal zeven officiële interlands in het jaar 2006, waaronder drie wedstrijden in de kwalificatiereeks voor de EK-eindronde 2008 in Oostenrijk en Zwitserland. De ploeg stond voor het tweede opeenvolgende jaar onder leiding van de Nederlandse bondscoach Jelle Goes, die in het najaar van 2004 zijn landgenoot Arno Pijpers was opgevolgd. Op de FIFA-wereldranglijst zakte Estland in 2006 van de 76ste (januari 2006) naar de 106de plaats (december 2006). Drie spelers kwamen in alle zeven duels in actie: Enar Jääger, Andrei Stepanov en Aleksandr Dmitrijev.

## Balans
| Wedstrijden | Wedstrijden | Wedstrijden | Wedstrijden | Doelpunten | Doelpunten | Doelpunten | Punten |
| Gespeeld    | Winst       | Gelijk      | Verlies     | Voor       | Tegen      | Saldo      | Punten |
| ----------- | ----------- | ----------- | ----------- | ---------- | ---------- | ---------- | ------ |
| 7           | 1           | 2           | 4           | 4          | 8          | –4         | 0.571  |

## Interlands
|                                                              |                 |       |         |                                                                              |
| 1 maart Vriendschappelijk № 289 «onderlinge duels» 20:00 uur | Noord-Ierland   | 1 – 0 | Estland | Windsor Park, Belfast Toeschouwers: 13.600 Scheidsrechter: Pieter Vink (NED) |
| 1 maart Vriendschappelijk № 289 «onderlinge duels» 20:00 uur | Ivan Sproule 2' |       |         | Windsor Park, Belfast Toeschouwers: 13.600 Scheidsrechter: Pieter Vink (NED) |

|                                                             |                 |       |                   |                                                                                      |
| 28 mei Vriendschappelijk № 290 «onderlinge duels» 18:00 uur | Turkije         | 1 – 1 | Estland           | Millerntor-Stadion, Hamburg Toeschouwers: 6.000 Scheidsrechter: Michael Weiner (GER) |
| 28 mei Vriendschappelijk № 290 «onderlinge duels» 18:00 uur | Gökhan Ünal 53' |       | 87' Tarmo Neemelo | Millerntor-Stadion, Hamburg Toeschouwers: 6.000 Scheidsrechter: Michael Weiner (GER) |

|                                                             |                  |       |               |                                                                                    |
| 31 mei Vriendschappelijk № 291 «onderlinge duels» 17:00 uur | Estland          | 1 – 1 | Nieuw-Zeeland | A. Le Coq Arena, Tallinn Toeschouwers: 3.500 Scheidsrechter: Peter Rasmussen (DEN) |
| 31 mei Vriendschappelijk № 291 «onderlinge duels» 17:00 uur | Ragnar Klavan 3' |       | 27' Danny Hay | A. Le Coq Arena, Tallinn Toeschouwers: 3.500 Scheidsrechter: Peter Rasmussen (DEN) |

|                                                                |         |                   |           |                                                                                      |
| 16 augustus EK-kwalificatie № 292 «onderlinge duels» 18:00 uur | Estland | 0 – 1             | Macedonië | A. Le Coq Arena, Tallinn Toeschouwers: 7.500 Scheidsrechter: Kristin Jakobsson (ISL) |
| 16 augustus EK-kwalificatie № 292 «onderlinge duels» 18:00 uur |         | 73' Goce Sedloski |           | A. Le Coq Arena, Tallinn Toeschouwers: 7.500 Scheidsrechter: Kristin Jakobsson (ISL) |

|                                                                |         |                     |        |                                                                                  |
| 2 september EK-kwalificatie № 293 «onderlinge duels» 20:30 uur | Estland | 0 – 1               | Israël | A. Le Coq Arena, Tallinn Toeschouwers: 7.800 Scheidsrechter: Johan Verbist (BEL) |
| 2 september EK-kwalificatie № 293 «onderlinge duels» 20:30 uur |         | 8' Roberto Colautti |        | A. Le Coq Arena, Tallinn Toeschouwers: 7.800 Scheidsrechter: Johan Verbist (BEL) |

|                                                               |                                        |       |         |                                                                                              |
| 11 oktober EK-kwalificatie № 294 «onderlinge duels» 19:00 uur | Rusland                                | 2 – 0 | Estland | Petrovsky Stadion, Sint-Petersburg Toeschouwers: 21.500 Scheidsrechter: Eric Braamhaar (NED) |
| 11 oktober EK-kwalificatie № 294 «onderlinge duels» 19:00 uur | Pavel Pogrebnjak 78' Dmitry Sychev 90' |       |         | Petrovsky Stadion, Sint-Petersburg Toeschouwers: 21.500 Scheidsrechter: Eric Braamhaar (NED) |

|                                                                  |                                 |       |                             |                                                                                     |
| 15 november Vriendschappelijk № 295 «onderlinge duels» 17:00 uur | Estland                         | 2 – 1 | Wit-Rusland                 | A. Le Coq Arena, Tallinn Toeschouwers: 3.000 Scheidsrechter: Anders Hermansen (DEN) |
| 15 november Vriendschappelijk № 295 «onderlinge duels» 17:00 uur | Andres Oper 17' Andres Oper 66' |       | 63' (pen.) Vjatsjaslaw Hleb | A. Le Coq Arena, Tallinn Toeschouwers: 3.000 Scheidsrechter: Anders Hermansen (DEN) |

## FIFA-wereldranglijst
| JAN | FEB | MAR | APR | MEI | JUN | JUL | AUG | SEP | OKT | NOV | DEC |
| --- | --- | --- | --- | --- | --- | --- | --- | --- | --- | --- | --- |
| 76  | 77  | 79  | 79  | 77  | 77  | 82  | 82  | 78  | 112 | 105 | 106 |

## Statistieken
| Mart Poom            | 1972-02-03 | Arsenal          | 6 | 0 | 0 | 108 | 0 |
| Artur Kotenko        | 1981-08-20 | Levadia Tallinn  | 1 | 0 | 0 |     |   |
| Verdediging          |            |                  |   |   |   |     |   |
| Enar Jääger          | 1984-11-18 | Torpedo Moskou   | 7 | 0 | 0 |     |   |
| Andrei Stepanov      | 1979-03-16 | Torpedo Moskou   | 7 | 0 | 0 | 64  | 1 |
| Ragnar Klavan        | 1985-10-30 | Heracles Almelo  | 6 | 0 | 1 | 31  | 1 |
| Dmitri Kruglov       | 1984-05-24 | Kuban Krasnodar  | 5 | 0 | 0 |     |   |
| Raio Piiroja         | 1979-07-11 | Fredrikstad FK   | 5 | 0 | 0 |     |   |
| Teet Allas           | 1977-06-02 | FC Flora Tallinn | 4 | 0 | 0 |     |   |
| Taavi Rähn           | 1981-05-16 | Volyn Lutsk      | 2 | 1 | 0 |     |   |
| Urmas Rooba          | 1978-07-08 | Vejle BK         | 1 | 0 | 0 |     |   |
| Alo Bärengrub        | 1984-02-12 | FC Flora Tallinn | 0 | 2 | 0 |     |   |
| Middenveld           |            |                  |   |   |   |     |   |
| Aleksandr Dmitrijev  | 1982-02-18 | Levadia Tallinn  | 7 | 0 | 0 |     |   |
| Sergei Terehhov      | 1975-04-18 | FC Honka         | 5 | 1 | 0 |     |   |
| Joel Lindpere        | 1981-10-05 | FC Flora Tallinn | 4 | 0 | 0 |     |   |
| Andrei Sidorenkov    | 1984-02-12 | FC Flora Tallinn | 2 | 1 | 0 |     |   |
| Martin Reim          | 1971-05-14 | FC Flora Tallinn | 1 | 2 | 0 |     |   |
| Konstantin Vassiljev | 1984-08-16 | Levadia Tallinn  | 0 | 2 | 0 | 2   | 0 |
| Jürgen Kuresoo       | 1987-02-11 | FC Flora Tallinn | 0 | 1 | 0 |     |   |
| Ats Purje            | 1985-08-03 | Levadia Tallinn  | 0 | 1 | 0 | 1   | 0 |
| Maksim Smirnov       | 1979-12-28 | Levadia Tallinn  | 0 | 1 | 0 |     |   |
| Aanval               |            |                  |   |   |   |     |   |
| Kristen Viikmäe      | 1979-02-10 | Gefle IF         | 4 | 1 | 0 |     |   |
| Tarmo Neemelo        | 1982-02-10 | TVMK Tallinn     | 3 | 2 | 1 |     |   |
| Ingemar Teever       | 1983-02-24 | Östers IF        | 3 | 2 | 0 |     |   |
| Andres Oper          | 1977-11-07 | Roda JC          | 3 | 1 | 2 |     |   |
| Vjatšeslav Zahovaiko | 1981-12-29 | Al-Kuwait        | 1 | 2 | 0 | 31  | 4 |
| Vladislav Gussev     | 1986-08-26 | TVMK Tallinn     | 0 | 2 | 0 | 2   | 0 |
| Jarmo Ahjupera       | 1984-04-13 | FC Flora Tallinn | 0 | 1 | 0 |     |   |

EJL · A-internationals · Bondscoaches · Statistieken · Estisch vrouwenelftal · Olympisch elftal · Estland U21 · Estland U20 · Estland U19 · Estland U18 · Estland U17 · Estland U16
1920 – 1929 ·
1930 – 1939 ·
1940 – 1949 ·
1950 – 1990 · 
1990 – 1999 ·
2000 – 2009 ·
2010 – 2019 ·
2020 − 2029
OS 1924
1920 ·
1921 ·
1922 ·
1923 ·
1924 ·
1925 ·
1926 ·
1927 ·
1928 ·
1929 · 
1930 · 
1931 · 
1932 · 
1933 · 
1934 · 
1935 · 
1936 · 
1937 · 
1938 · 
1939 · 
1940 · 
1941 · 
1942 · 
1943 · 1944 · 
1945 · 
1946 · 
1947 · 
1948 · 
1949 · 
1950 – 1990 · 
1991 · 
1992 · 
1993 · 
1994 · 
1995 · 
1996 · 
1997 · 
1998 · 
1999 · 
2000 · 
2001 · 
2002 · 
2003 · 
2004 · 
2005 · 
2006 · 
2007 · 
2008 · 
2009 · 
2010 · 
2011 · 
2012 · 
2013 · 
2014 · 
2015 · 
2016 ·
2017 ·
2018 ·
2019 ·
2020
Albanië ·
Andorra ·
Angola ·
Antigua en Barbuda ·
Argentinië ·
Armenië ·
Azerbeidzjan ·
België ·
Bosnië-Herzegovina ·
Brazilië ·
Bulgarije ·
Canada ·
Chili ·
China ·
Cyprus ·
Denemarken ·
Duitsland ·
Ecuador ·
Egypte ·
El Salvador ·
Engeland ·
Equatoriaal-Guinea ·
Faeröer ·
Fiji ·
Filipijnen ·
Finland ·
Frankrijk ·
Georgië · 
Gibraltar ·
Griekenland ·
Hongarije ·
Hongkong ·
Ierland ·
IJsland ·
Indonesië ·
Irak ·
Israël ·
Italië ·
Jordanië ·
Kazachstan ·
Kirgizië ·
Kroatië ·
Letland ·
Libanon ·
Liechtenstein ·
Litouwen ·
Luxemburg ·
Malta ·
Marokko ·
Mexico ·
Moldavië ·
Montenegro ·
Nederland ·
Nieuw-Caledonië ·
Nieuw-Zeeland ·
Noord-Ierland ·
Noord-Macedonië ·
Noorwegen ·
Oekraïne ·
Oezbekistan ·
Oman ·
Oostenrijk ·
Polen ·
Portugal ·
Qatar ·
Roemenië ·
Rusland ·
Saint Kitts en Nevis ·
San Marino ·
Saoedi-Arabië ·
Schotland ·
Servië ·
Slovenië ·
Slowakije · 
Spanje ·
Tadzjikistan ·
Thailand ·
Trinidad en Tobago ·
Tsjechië ·
Turkije ·
Turkmenistan ·
Uruguay ·
Vanuatu ·
Venezuela ·
Verenigde Arabische Emiraten ·
Verenigde Staten ·
Vietnam ·
Wales ·
Wit-Rusland ·
Zweden ·
Zwitserland